# Steirastoma anomalum
Steirastoma anomalum är en skalbaggsart som beskrevs av Bates 1880. Steirastoma anomalum ingår i släktet Steirastoma och familjen långhorningar. Inga underarter finns listade i Catalogue of Life.